# 焦万娜·马肖塔
焦万娜·马肖塔（1942年9月2日—），意大利击剑运动员。她曾代表意大利参加1964年和1968年夏季奥林匹克运动会击剑比赛，最好名次是1964年奥运会女子团体花剑的第四名。

## 家庭
父亲阿尔多·马肖塔。